# Аномалія (фізика)
Аномалією у квантовій фізиці називається явище принципового порушення симетрії, притаманної класичній теорії, у відповідній квантовій теорії. Історична назва аномалії походить із того, що з нею, як правило, пов'язане порушення очікуваного з класичної фізики «нормального» закону збереження струму, що відповідає симетрії; при цьому аномальний закон збереження у відповідній квантовій теорії є природним, незважаючи на назву. Причиною виникнення більшості аномалій у квантовій теорії є відсутність регуляризації нескінченностей (які виникають у квантовій теорії внаслідок існування у ній формально нескінченного числа ступенів вільності квантової системи), яка зберігала б усі класичні симетрії.
Аномалії мають надзвичайно важливе значення як у теоретичній, так і в експериментальній фізиці. Причиною цього є, зокрема, універсальність аномалій — вони принципово виникають у будь-якій квантовій теорії, що видно, зокрема, із формалізму інтеграла за траєкторіями. Іншою причиною є те, що аномалії та їх наслідки часто можуть бути досліджені без детального вивчення динаміки теорії, у якій вони виникають. Прикладом застосувань квантової аномалії в теоретичній фізиці є умова незалежності будь-якої самоузгодженої квантової теорії поля від калібрувальних квантових аномалій, тобто, аномалія накладає принципові обмеження на побудову квантової теорії. З іншого боку, явища, що зумовлюються іншими класами аномалій, приводять до широкого класу спостережуваних явищ, що фіксуються експериментом; наприклад, масштабна аномалія вводить масштаб конфайнменту у квантовій хромодинаміці, даючи головний внесок у масу нуклонів (а отже, і всієї звичайної матерії), а аксіальна хіральна аномалія приводить до існування каналів розпаду
{\displaystyle \pi ^{0}\to 2\gamma \quad \eta ^{0}\to 2\gamma }
{\displaystyle \pi ^{0}}- та {\displaystyle \eta }-мезонів на два фотони, який є сильно пригніченим у наївній хіральній ефективній теорії поля взаємодії мезонів, у якій хіральна симетрія є майже точною.
Окрім того, завдяки аномаліям є можливою перевірка великого класу розширень Стандартної моделі фізики частинок на досяжних нині енергіях, що використовується в сучасних експериментах з фундаментальної фізики із прискорювачами елементарних частинок.
Нижче використовуються одиниці {\displaystyle c=\hbar =1}, де {\displaystyle c} — швидкість світла у вакуумі, {\displaystyle \hbar } — зведена стала Планка.

## Історичний огляд

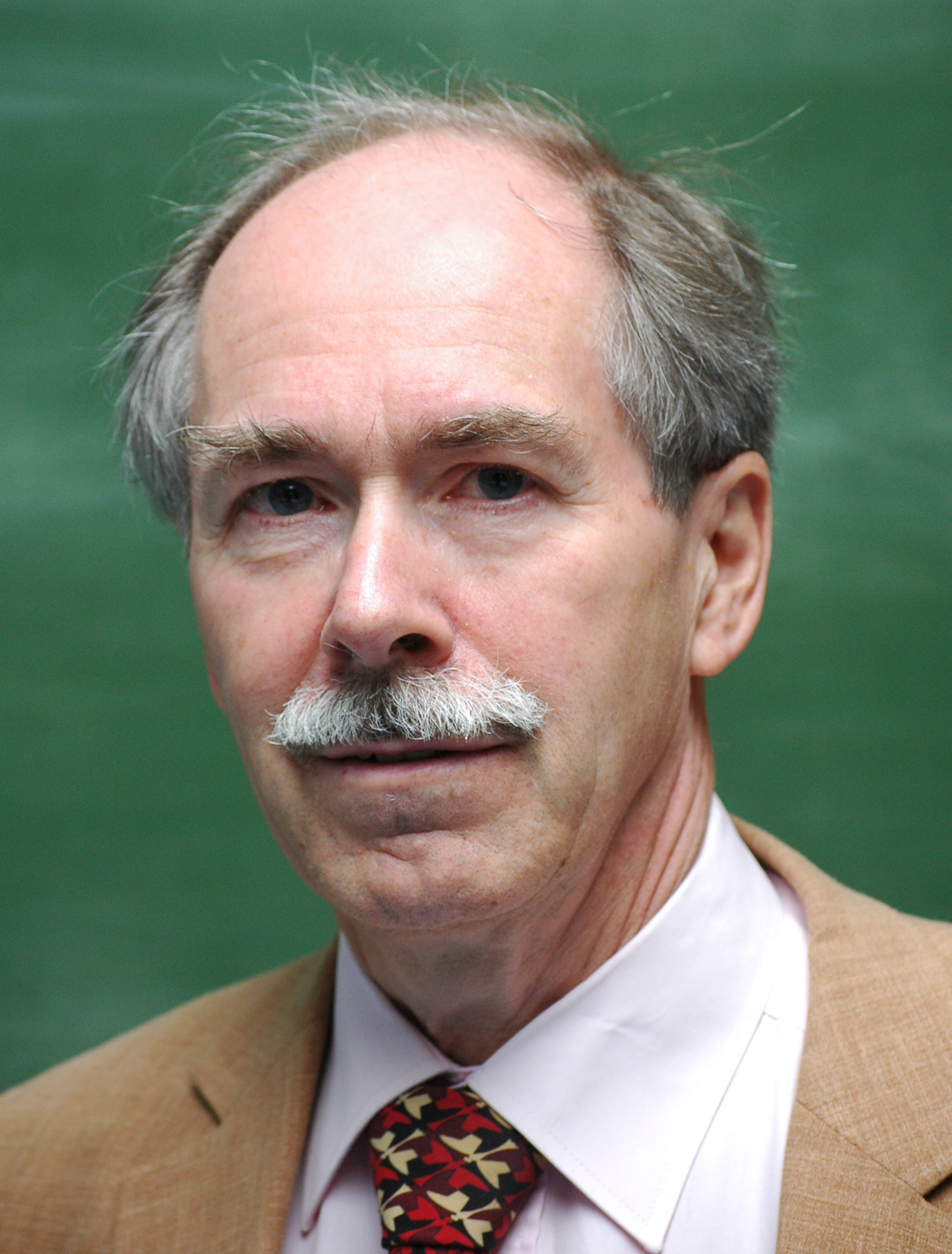
Герард 'т Гофт, один із фізиків, які зробили значний внесок у дослідження хіральної аномалії

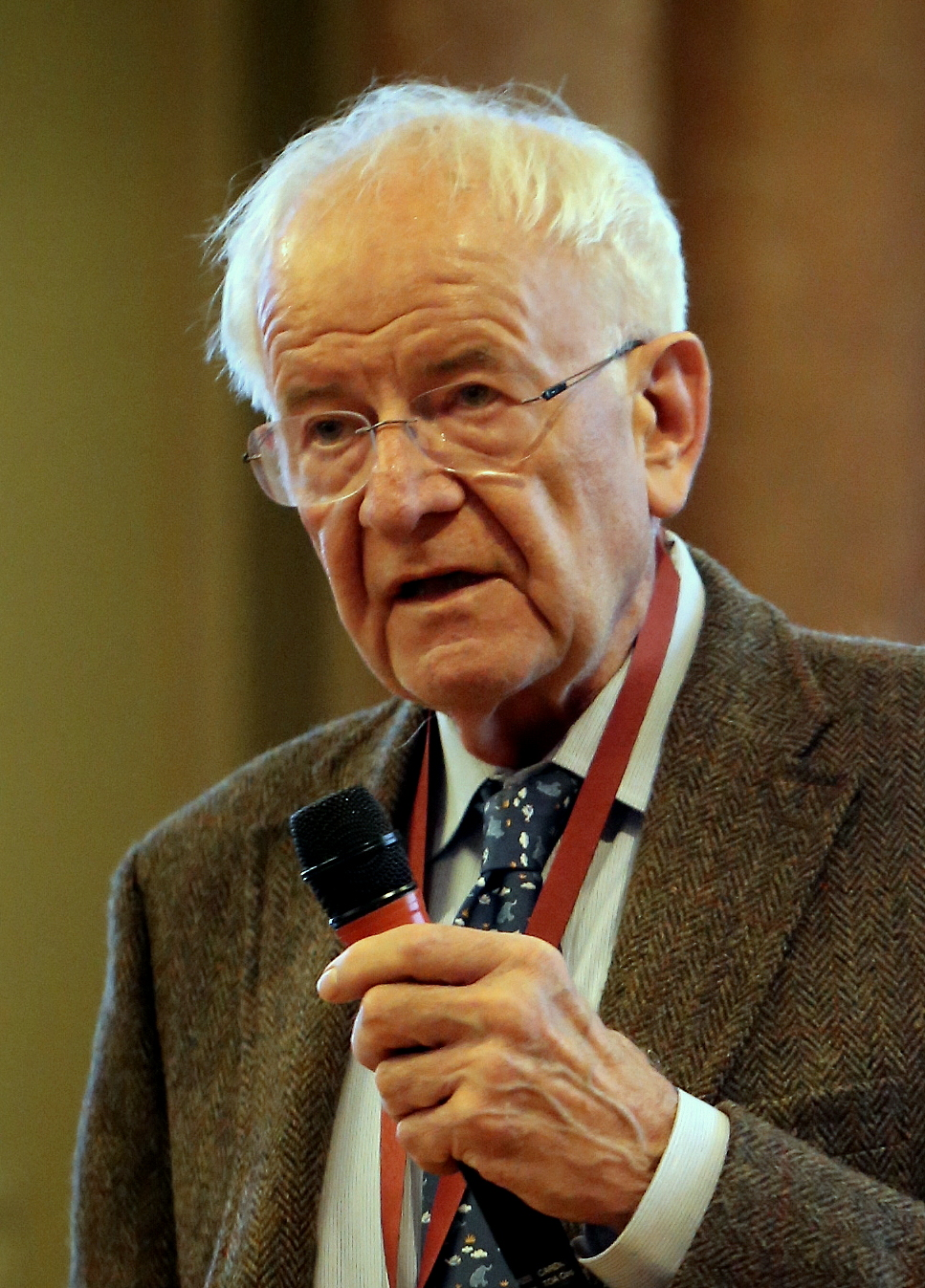
Роман Яцків, один із відкривачів хіральної аномалії, яку він дослідив для описання аномального процесу розпаду нейтрального пі-мезона

### Аномалії симетрій, що пов'язані із законами збереження
Наразі відомо два основні класи симетрій, асоційовані із законами збереження, які порушуються у квантовій теорії:
- хіральна симетрія в теоріях із ферміонами, пов'язана із діраківською матрицею {\displaystyle \gamma _{5}}. Відповідна аномалія називається хіральною;
- масштабна симетрія, пов'язана з масштабними перетвореннями координат та полів. Відповідна аномалія називається масштабною.

Дослідження квантових аномалій почалося 1949 року, одразу після становлення сучасної квантової теорії поля зусиллями Фейнмана, Швінгера, Томонаги та Дайсона. З'явилася можливість робити послідовні адекватні розрахунки, а отже, послідовно зіставляти числові передбачення квантової теорії поля з експериментом.
Історія хіральної аномалії почалася в тому ж 1949 році, коли Дж. Стейнбергер, користуючись тогочасною моделлю нуклон-мезонної взаємодії, яка була попередницею квантової хромодинаміки, у своїй докторській дисертації обрахував амплітуду розпаду нейтрального пі-мезона на два фотони ({\displaystyle \pi ^{0}\to 2\gamma }). Відповідь чудово узгоджувалася з експериментом.
Проте з дослідженням фізики мезонів (зокрема, пі-мезона) стало зрозуміло, що вони грають роль псевдоголдстоунівських бозонів, які виникають унаслідок спонтанного порушення наближеної аксіальної симетрії сильної взаємодії (на той час квантова хромодинаміка ще не була побудована, і для опису процесів із мезонами застосовували так звані «low-energy»-теореми). Модель Стейнбергера суперечила ідеї про наближену аксіальну симетрію. Виправлений результат наївно узгоджувався з квантовою хромодинамікою, проте перебував у значно гіршій відповідності з експериментом: теоретична ймовірність розпаду пі-мезона була на три порядки меншою спостережуваної.
Зрештою в 1969 році С. Адлер і, незалежно від нього, Дж. Белл та Роман Яцків виявили, що наближена аксіальна симетрія квантової хромодинаміки порушується квантовими ефектами — аксіальною аномалією. Обчислена на основі їхнього аналізу ймовірність розпаду узгоджувалася з експериментом. За декілька років до того, у 1962 році, Джуліан Швінгер виявив, що квантова електродинаміка із безмасовими ферміонами у двох просторово-часових вимірах має порушення закону збереження аксіального струму, що при умові збереження калібрувальної інваріантності призводить до набуття фотоном маси. У 1969 році С. Адлер та В. Бардін показали, що у вираз для функції хіральної аномалії дають внесок лише однопетльові фейнманівські діаграми, тобто, що хіральна аномалія є непертурбативним ефектом.
Зрештою Герард 'т Гофт своїми працями вказав на важливе теоретичне та експериментальне значення аномалій, зокрема, порушення законів збереження баріонного та лептонного чисел та зв'язок спонтанного порушення симетрії в КХД із конфайнментом, а в 1979 році С. Н. Вергелес у своїй дисертації і незалежно від нього К. Фуджікава виявили, що у формулюванні КТП через інтеграл за траєкторіями, будь-яка хіральна аномалія міститься у ферміонній мірі континуального інтегрування, що використовується для визначення інтеграла за траєкторіями.
Початок вивчення масштабної аномалії пов'язаний зі становленням теорії ренормалізаційної групи (ренормгрупи), основна ідея якої — в постулюванні незалежності значень вимірюваних величин від масштабу перенормування. Масштабну аномалію вперше дослідив у 1970 році К. Каллан на прикладі теорії скалярного поля із самодією. Він виявив, що процедура перенормування явно порушує вигляд диференціальних рівнянь на перемасштабовані величини теорії, які прямо слідують із масштабної інваріантності; а саме, диференціальні рівняння на функції Гріна, які описують динаміку останніх при перемасштабуванні імпульсів, і які дотримуються наївного класичного аналізу перемасштабування просторово-часових координат та квантових полів, відрізняються від диференціальних рівнянь, які враховують ефекти регуляризації та перенормування — біжучу константу взаємодії та аномальну розмірність полів.
У 1974 році М. Дж. Дафф та Д. М. Кеппер (Derek Malvern Capper) у своїй статті продемонстрували, що масштабна аномалія порушує інваріантність квантової теорії з гравітонами та безмасовими полями матерії відносно конформних перетворень метрики та полів матерії (інваріантність у класичній теорії вперше продемонстрував Герман Вейль у 1918 році, тому відповідну аномалію часто називають вейлівською). У 1977 році Дж. С. Коллінз, А. Дункан та С. Д. Джодлекар (Satish D. Joglekar) розвинули формалізм масштабної аномалії в термінах інтеграла за траєкторіями.

### Аномалії симетрій, що не пов'язані із законами збереження

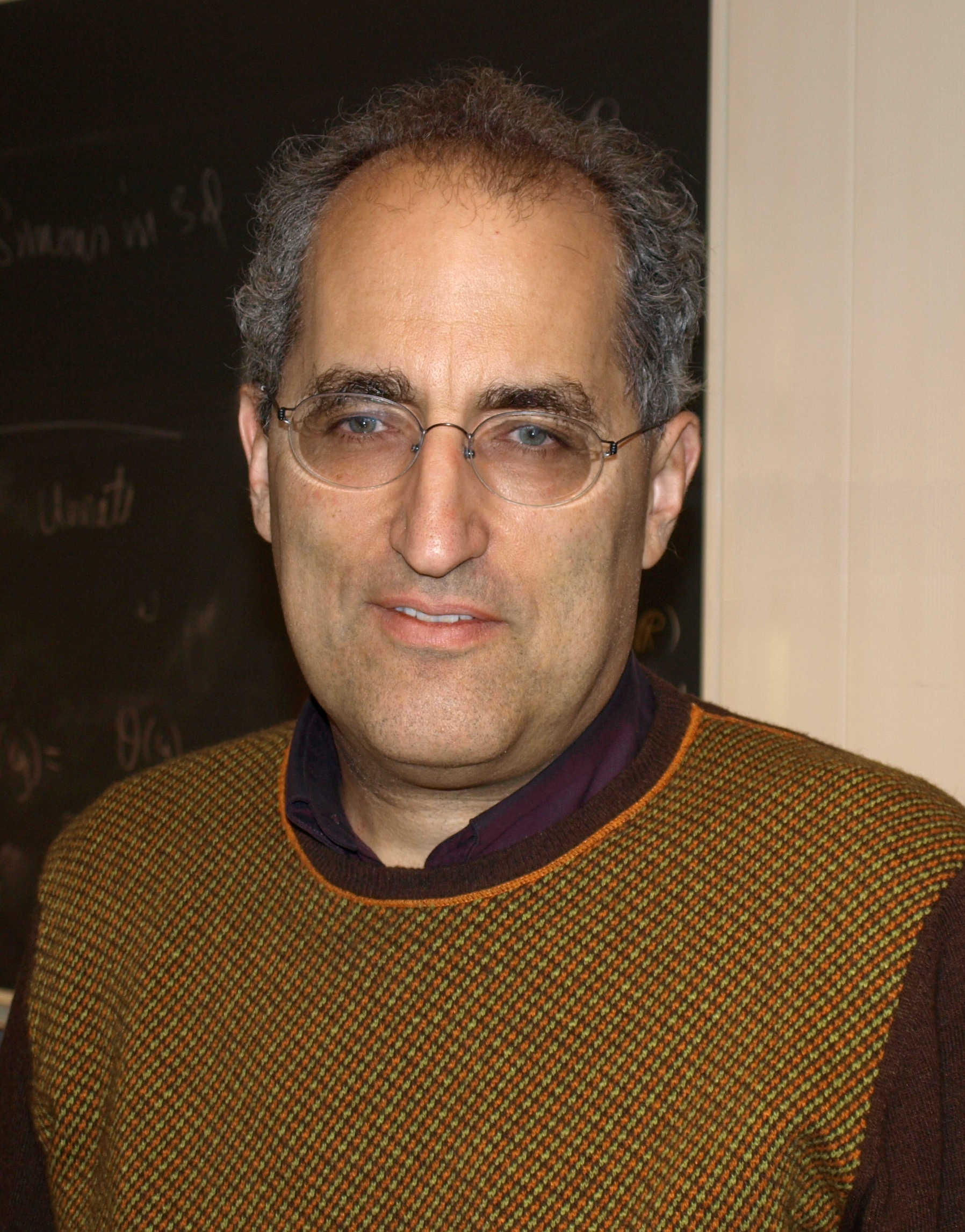
Едвард Віттен, відкривач аномалії

Окрім того, існують також квантові аномалії симетрій, не пов'язаних із законами збереження. Їх поява, хоч і не призводить до порушення закону збереження струму, може приводити до несумісності квантової теорії через невизначеність основних величин (наприклад, S-матриці, або, що еквівалентно, генерувального функціонала). Основних типів таких аномалій — два: віттенівська SU(2) аномалія та редліхівська аномалія.
У 1982 році Едвард Віттен дослідив поведінку генерувального функціонала квантової теорії з хіральними ферміонами та групою симетрії SU(2) відносно топологічно нетривіальних калібрувальних перетворень. Він виявив, що за деяких значень кількості N різних хіральних ферміонів теорія є несумісною.
А у 1983 році А. Н. Редліх (A.N. Redlich) досліджував поведінку квантових калібрувальних теорій у просторі-часі непарної розмірності відносно тих самих топологічно нетривіальних калібрувальних перетворень. Він виявив, що теорія типу описаної вище {\displaystyle SU(2)}-теорії є сумісною у тому випадку, якщо додати до початкової дії теорії доданок, що порушує просторову парність.

## Причина порушення класичних симетрій у квантовій теорії поля

### Класичні симетрії
Симетрія — деяке перетворення простору (координатного чи фазового), яке залишає незмінними спостережувані величини. Наприклад, у класичній механіці спостережуваною величиною може бути число частинок, а у квантовій механіці — густина ймовірності. Зокрема, в лагранжевому формалізмі класичної фізики симетрія визначається як перетворення полів та координат, яке залишає дію (інтеграл від функції Лагранжа) незмінною.
Неперервні глобальні симетрії (наприклад, повороти у тривимірному просторі) в теорії мають наслідком, відповідно до теореми Нетер, закони збереження струмів {\displaystyle J}. Зокрема, глобальна симетрія (індуковані якою перетворення не залежать від просторово-часових координат) теорії відносно зсуву просторово-часових координат має наслідком закон збереження тензора енергії-імпульсу, симетрія відносно перетворень групи Лоренца (лоренцівських бустів та поворотів у просторі) — закон збереження тензора моменту імпульсу та спіну, і т. д. Існують також менш очевидні симетрії, зокрема — симетрії відносно глобальних фазових перетворень, що відповідають закону збереження електричного заряду, баріонного та лептонного чисел тощо.
Неперервні локальні симетрії (з параметрами перетворення, які залежать від просторово-часових координат) вимагають коваріантного закону збереження відповідного струму.
У лоренц-інваріантному вигляді закон збереження 4-струму {\displaystyle J_{\mu ...}} (три крапки позначають можливі інші індекси), що відповідає глобальній симетрії, має вигляд
{\displaystyle \partial ^{\mu }J_{\mu ...}=0,}
де
{\displaystyle \partial ^{\mu }\equiv {\frac {\partial }{\partial x^{\mu }}}} — коваріантна похідна в просторі-часі Мінковського.

### Квантова аномалія класичної симетрії
Розглянемо калібрувально-інваріантну теорію взаємодії зарядженого поля {\displaystyle \Phi } довільної природи (скалярного, векторного, спінорного тощо) із електромагнітним полем {\displaystyle A_{\mu }}. В силу лоренц-інваріантності лагранжіан завжди буде містити принаймні білінійні функції {\displaystyle \Phi ^{\dagger }(x)\Phi (x)} полів (див. наприклад, випадок скалярного поля). Відповідно, і струми {\displaystyle J_{\mu }} є білінійними функціями полів.
Наївну квантову теорію можна отримати з класичної через відповідність {\displaystyle \Phi \to {\hat {\Phi }}}, {\displaystyle A_{\mu }\to {\hat {A}}_{\mu }}; тобто, класичні поля стають квантовими некомутуючими (в загальному випадку) операторами. Відповідно, {\displaystyle J_{\mu }\to {\hat {J}}_{\mu }}, і наївний квантовий аналог класичного закону збереження струму має вигляд
{\displaystyle \partial _{\mu }\langle |{\hat {J}}^{\mu }|\rangle =0,\qquad (1)}
де {\displaystyle \langle |...|\rangle } — квантове середнє.
Така проста картина може порушуватись внаслідок відсутності перестановності полів {\displaystyle {\hat {\Phi }}}. А саме, в залежності від того, є поле {\displaystyle \Phi } бозонним чи ферміонним, для операторів {\displaystyle {\hat {a}}^{\dagger },{\hat {a}}} народження та знищення, лінійною комбінацією яких є поле {\displaystyle {\hat {\Phi }}}, є справедливим комутаційне або антикомутаційне співвідношення типу
{\displaystyle {\hat {a}}_{\sigma }(\mathbf {p} ){\hat {a}}_{\sigma {'}}^{\dagger }(\mathbf {p} {'})\mp {\hat {a}}_{\sigma {'}}^{\dagger }(\mathbf {p} {'}){\hat {a}}_{\sigma }(\mathbf {p} )=\hbar \delta _{\sigma \sigma {'}}\delta (\mathbf {p} -\mathbf {p} {'})},
де {\displaystyle \sigma } — дискретне число типу поляризації. Це означає, що квантові оператори полів {\displaystyle \Phi } не є перестановними; зокрема, якщо оператор {\displaystyle {\hat {\Phi }}} є оператором поля діраківського спінора, що представляє частинки типу електронів, справедливою є рівність
{\displaystyle {\hat {\Phi }}_{m}^{\dagger }(\mathbf {r} ,t){\hat {\Phi }}_{m'}(\mathbf {r} ',t)+{\hat {\Phi }}_{m'}(\mathbf {r} ',t){\hat {\Phi }}_{m}^{\dagger }(\mathbf {r} ,t)=\hbar \delta (\mathbf {r} -\mathbf {r} {'})},
де у правій частині рівності стоїть {\displaystyle \delta -}функція Дірака.
Внаслідок цього будь-яка білінійна функція квантових полів є погано визначеною (формально містить нескінченну частину), а отже, погано визначеними стають і оператори струмів. У квантовій теорії поля існує формальна процедура, яка довизначає величини типу білінійних форм так, щоб вони були добре визначеними. Вона включає в себе регуляризацію та перенормування основних величин теорії (для перенормовних теорій — полів, зарядів та мас ). Проте в загальному випадку довільна регуляризація може зруйнувати закон збереження {\displaystyle \ (1)} струму, оскільки вона модифікує дію так, що втрачається властивість інваріантності відносно перетворення симетрії. Якщо регуляризацію, що зберігає дану симетрію {\displaystyle \ G}, не можна знайти і, більш того, закон збереження не відтворюється навіть після виконання процедури перенормування (зняття регуляризації), то струм {\displaystyle \ {\hat {J}}\equiv {\hat {J}}[{\hat {\Phi }}]}, що відповідає симетрії {\displaystyle \ G} у квантовій теорії не зберігається:
{\displaystyle \partial _{\mu }\langle |{\hat {J}}^{\mu {\text{...}}}|\rangle =F^{\text{...}}\neq 0\qquad (2)},
(тут три крапки позначають можливі інші векторні індекси). Тоді кажуть, що симетрія, з якою пов'язаний струм {\displaystyle J}, є аномальною. Рівняння (2) називається аномальним законом збереження струму {\displaystyle {\hat {J}}^{\mu {\text{...}}}}, а функція {\displaystyle F} — функцією аномалії. Еквівалентно, за наявності аномалії даної симетрії порушуються також тотожності Ворда — аналог законів збереження у квантовій теорії на основні об'єкти у КТП: вершинні функції та пропагатори. Поява аномалії в їх координатному представленні означає присутність так званих неконтактних членів, тобто членів, що не перетворюються на нуль при обчисленні кореляторів величин (струмів), взятих у різних просторово-часових точках.
Появу ненульової функції аномалії у виразі (2) для закону збереження струму {\displaystyle G} можна схематично проілюструвати на прикладі використання регуляризації Паулі — Вілларса. Остання модифікує пропагатори теорії, вводячи фіктивні поля {\displaystyle \kappa } із масами {\displaystyle m_{\kappa }}. Це призводить до того, що амплітуди у квантовій теорії поля, що були нескінченними до введення регуляризації, виражаються через набір параметрів {\displaystyle m_{\kappa }}. Зняття регуляризації здійснюється переходом до границі {\displaystyle m_{\kappa }\to \infty }. Оператори фізичних величин, на зразок струму {\displaystyle {\hat {J}}_{\mu }}, залежатимуть тепер як від полів {\displaystyle \Phi }, так і від фіктивних полів {\displaystyle \kappa }:
{\displaystyle {\hat {J}}^{\mu }\left[\Phi \right]\to {\hat {J}}_{\text{reg}}^{\mu }\left[\Phi ,\kappa \right]\equiv {\hat {J}}^{\mu }\left[\Phi \right]-{\hat {J}}^{\mu }\left[\kappa \right]}
Дивергенція першого доданка дорівнює нулю, проте дивергенція другого доданка в загальному випадку не є нульовою,
{\displaystyle \partial _{\mu }{\hat {J}}_{\text{reg}}^{\mu }=-\partial _{\mu }{\hat {J}}^{\mu }\left[\kappa \right]={\text{F}},}
і функція аномалії {\displaystyle F} може не перетворюватися на нуль навіть при знятті регуляризації Паулі — Вілларса.

### Аномалія в різних підходах квантової теорії поля
Існує декілька еквівалентних підходів побудови квантової теорії поля. Історично першим був підхід, заснований на концепції моря Дірака. За ним слідував операторний підхід, а за ним — підхід континуального інтеграла. Аномалію, звісно, можна описати в кожному із цих підходів.
Зокрема, хіральна аномалія в морі Дірака виникає внаслідок розщеплення рівнів Фермі для безмасових ліво-хіральних та право-хіральних ферміонів при включенні зовнішнього поля, внаслідок чого густина станів для лівих та правих ферміонів моря Дірака змінюється по-різному. Море Дірака еквівалентне вторинному квантуванню, що є основою операторного підходу; в операторному підході хіральна аномалія виникає внаслідок відсутності хірально-інваріантної регуляризації, яка водночас зберігає унітарність. Нарешті, гайзенбергівські функції Гріна в операторному підході, які є основою непертурбативного підходу до квантової теорії поля, еквівалентні континуальному інтегралу; в підході континуального інтеграла аномалія виникає внаслідок неінваріантності міри континуального інтегрування відносно хірального перетворення.

#### Аномалія та різні види регуляризації
Як вже зазначалося вище, формальною причиною появи квантової аномалії є нескінченна кількість ступенів вільності і, як наслідок, необхідність уведення регуляризації нескінченностей у квантовій теорії поля. Існує багато видів регуляризації, тому закономірним є питання, чи залежать аномалії від регуляризації, тобто, чи є вони фізичним ефектом, чи лише артефактом, існування якого залежить від виділення конкретної регуляризації. У випадку з хіральною аномалією незалежність від регуляризації є прямим наслідком полюсної структури аномалії та унітарності теорії, а у випадку з масштабною аномалією остання принципово виникає за будь-якої схеми регуляризації, що призводить до виникнення розмірного параметру, який порушує масштабну інваріантність (див. нижче підрозділ про розмірнісну трансмутацію).

## Аномалія та спонтанне порушення симетрії
Поняття аномалії варто відрізняти від поняття спонтанного порушення симетрії. Останнє полягає в порушенні симетрії на рівні розв'язків рівнянь руху, а симетрія фундаментальної теорії залишається непорушеною; при цьому на полях нижче від масштабу спонтанного порушення симетрії вона реалізується інакше (наприклад, у квантовій хромодинаміці спонтанно порушена аксіальна симетрія реалізовується лінійно вище від масштабу порушення симетрії і нелінійно нижче від нього). Квантова аномалія ж порушує симетрію на рівні законів збереження (які виконуються незалежно від рівнянь руху), тобто, на рівні самої динаміки теорії. Із спонтанним порушенням симетрії також пов'язаний специфічний масштаб, який асоціюється із температурною шкалою, вище від якого симетрія є непорушеною, а нижче — спонтанно порушується. Зокрема, для основного стану надпровідника аномальна функція Горькова, яка порушує електромагнітну калібрувальну інваріантність у його товщі, пропорційна до конденсату куперівських пар, який є ненульовим лише за температур, що нижчі від температури фазового переходу другого роду. Аномалія не є масштабно-інваріантною: симетрія явно порушена на всіх масштабах.

## Приклади аномалій

### Масштабна аномалія

Приклад діаграми Фейнмана у квантовій теорії поля, яка вимагає регуляризації, що порушує масштабну симетрію, призводячи до масштабної аномалії

Розглянемо класичну теорію із полями {\displaystyle \Phi (x)}, яка дається лагранжіаном {\displaystyle L(\Phi )}, що залежить лише від безрозмірних параметрів — констант зв'язку {\displaystyle \alpha }. Прикладом є лагранжіан квантової хромодинаміки із безмасовими кварками. На класичному рівні теорія є інваріантною відносно неперервних масштабних перетворень
{\displaystyle \Phi (x)\to e^{\sigma \epsilon }\Phi (e^{\epsilon }x)},
де {\displaystyle \epsilon } — неперервний параметр перетворення, {\displaystyle \sigma } — канонічна розмірність поля {\displaystyle \Phi } в енергетичних одиницях {\displaystyle c=\hbar =1}, яка отримується із канонічного кінетичного члена для {\displaystyle \Phi }. Наприклад, канонічна розмірність скалярного поля дорівнює одиниці.
Інваріантність відносно масштабного перетворення, згідно з теоремою Нетер, приводить до існування так званого дилатаційного струму
{\displaystyle \theta _{\mu }=x^{\nu }T_{\mu \nu }},
який зберігається:
{\displaystyle \partial _{\mu }\theta ^{\mu }=0\qquad (3)}
У квантовій теорії, що дається оператором лагранжіану {\displaystyle {\hat {L}}({\hat {\Phi }})}, закон збереження (3) явним чином порушується. Це відбувається внаслідок необхідності регуляризації нескінченностей у квантовій теорії. А саме, будь-яка регуляризація завжди супроводжується введенням фіктивного розмірного параметра масштабу {\displaystyle \mu }, від якого починає залежати константа зв'язку {\displaystyle \alpha }; окрім того, через взаємодію змінюється канонічна розмірність поля {\displaystyle \Phi } у порівнянні з вільною теорією. У результаті закон збереження (3) порушується. Як і у випадку із хіральними аномаліями, можна уникнути порушення закону збереження дилатаційного струму; у даному випадку ціною за це було б незбереження тензора енергії-імпульсу. Закон збереження (3) у квантовій теорії набуває вигляду
{\displaystyle \partial _{\mu }\theta ^{\mu }=A[\beta ,\Phi ]},
де {\displaystyle A[\beta ,\Phi ]} — функція масштабної аномалії, а {\displaystyle \beta (g)={\frac {dg_{s}}{d{\text{ln}}(\mu )}}} — бета-функція квантової теорії.
Зокрема, у квантовій хромодинаміці із безмасовими кварками модифікований аномалією закон збереження дилатаційного струму має вигляд
{\displaystyle \partial _{\mu }\theta ^{\mu }=-{\frac {\beta (g)}{2g_{s}}}G_{\mu \nu }^{a}G_{a}^{\mu \nu }},
де {\displaystyle G_{\mu \nu }^{a}} — тензор напруженості глюонного поля, {\displaystyle \beta (g)={\frac {dg_{s}}{d{\text{ln}}(\mu )}}} — бета-функція КХД. Таким чином, масштабна симетрія в КХД порушується на квантовому рівні.
На відміну від функції хіральної аномалії (див. нижче), яка є точною на рівні однопетльових фейнманівських діаграм, функція {\displaystyle A_{s}} масштабної аномалії є пертурбативною, тобто, в неї дає внесок кожний член ряду теорії збурень. Це пов'язано з пертурбативністю бета-функції теорії. Окрім того, існують спеціальні точки ренормгрупового потоку, в яких бета-функція дорівнює нулю. Такі точки називаються критичними точками. У цих точках квантова теорія може знову стати масштабно-інваріантною.

### Хіральна аномалія

#### Хіральна симетрія та її порушення регуляризацією
Розглянемо теорію безмасових ферміонів {\displaystyle \psi }, що взаємодіють із калібрувальним полем {\displaystyle A_{\mu }}. Теорія дається лагранжіаном {\displaystyle L=L(\Psi ,A_{\mu })}; прикладом такої теорії є квантова електродинаміка із безмасовим електроном. На класичному рівні лагранжіан є інваріантним відносно глобального хірального перетворення
{\displaystyle \psi \to e^{i\gamma _{5}\alpha }\psi \qquad (4)},
де
{\displaystyle \gamma _{5}=i\gamma _{0}\gamma _{1}\gamma _{2}\gamma _{3}} — хіральна матриця, {\displaystyle \gamma _{\mu },\mu =0,3} — матриці Дірака, {\displaystyle \alpha } — в загальному випадку, матриця представлення хіральної симетрії, якому належать поля {\displaystyle \psi }.
Відповідний класичний нетерівський струм має вигляд
{\displaystyle J_{5}^{\mu }={\bar {\psi }}\gamma ^{\mu }\gamma _{5}\psi ,\quad \partial _{\mu }J_{5}^{\mu }=0\qquad (5)}
У квантовій теорії поля ми маємо справу із регуляризацією. Стоїть питання: чи можна знайти такий тип регуляризації, який зберігає симетрію відносно перетворення {\displaystyle (4)}? Виявляється, що такої регуляризації не існує. Зокрема, регуляризація Паулі — Вілларса явно вводить масові параметри, які порушують хіральну симетрію, тоді як розмірнісна регуляризація, яка заснована на формальній зміні розмірності простору-часу з чотирьох до {\displaystyle \ d\to 4\pm \epsilon ,\epsilon \to 0}, модифікує антикомутатор
{\displaystyle [\gamma _{5},\gamma _{\mu }]_{+}=4-d,}
який у класичній теорії є точно нульовим, що знову ж таки порушує симетрію лагранжіана відносно хірального перетворення. У результаті закон збереження {\displaystyle (5)} порушується. Таке порушення називається хіральною аномалією. Хіральна аномалія існує незалежно від вибору регуляризації, оскільки пов'язана з інфрачервоним ефектом — полюсом, який походить із наявності безмасових частинок у спектрі.

#### Хіральна аномалія

Трикутна фейнманівська діаграма, що містить абелеву частину хіральної аномалії. Прямі лінії позначають ферміонні струми, а хвилясті лінії — реальні чи фіктивні бозони, що взаємодіють із цими струмами

Розглянемо тепер більш загальну теорію, що містить ферміони, які мають ненульові заряди відносно даної калібрувальної групи {\displaystyle G} (але, можливо, не утворюють деякого представлення цієї групи). Прикладом є Стандартна модель, у якій є хіральна електрослабка підгрупа симетрії {\displaystyle {\text{SU}}_{L}(2)}. Розглянемо квантовий корелятор
{\displaystyle \Gamma _{\mu \nu \rho }^{abc}(x,y,z)\equiv \langle 0|{\text{T}}\left({\hat {J}}_{\mu }^{a}(x){\hat {J}}_{\nu }^{b}(y){\hat {J}}_{\rho }^{c}(z)\right)|0\rangle \qquad (6)},
де {\displaystyle {\hat {J}}_{\mu }^{a}} — струм, що зберігається,
{\displaystyle {\hat {J}}_{\mu }^{a}=-i{\hat {\bar {\Psi }}}T_{a}\gamma _{\mu }{\hat {\Psi }}},
{\displaystyle {\hat {\Psi }}} — стовпець, що об'єднує усі ліві ферміонні поля теорії, {\displaystyle T_{a}} — генератор симетрії.
Похідна {\displaystyle {\frac {\partial }{\partial x_{\mu }}}} від цього корелятора виражає квантовий закон збереження струму {\displaystyle {\hat {J}}_{\mu }^{a}(x)} на рівні трикутних фейнманівських діаграм. Аномалія (її абелева частина) міститься в тій частині корелятора (6), що пропорційна величині
{\displaystyle D_{abc}\equiv {\text{Tr}}[[{\text{T}}_{a}^{\text{L}},{\text{T}}_{b}^{\text{L}}]_{+}{\text{T}}_{c}^{\text{L}}]-{\text{L}}\leftrightarrow {\text{R}},\qquad (7)}
де {\displaystyle []_{+}} позначає антикомутатор, а {\displaystyle {\text{L}},{\text{ R}}} — належність генератора {\displaystyle {\text{T}}} до лівого чи правого представлення групи відповідно.
Є три можливості занулення коефіцієнтів {\displaystyle D_{abc}}.
- Перша можливість криється у тому, що генератори {\displaystyle T_{a},T_{b},T_{c}} відповідають дійсному або псевдодійсному представленню деякої групи {\displaystyle G};
- Другою можливістю є те, що поля струмів {\displaystyle J_{\mu }^{a}} реалізують певне (звідне чи незвідне) представлення групи;
- Нарешті, третьою можливістю є те, що заряди полів відносно представлення груп підібрані так, щоб у загальному випадку ненульові коефіцієнти {\displaystyle D_{abc}} набули нульового значення.

У залежності від того, якій групі (глобальній чи калібрувальній) належать індекси {\displaystyle a,b,c}, розрізняють три типи хіральної аномалії: калібрувальна, аксіальна та внутрішня.
Вираз {\displaystyle (6)}, разом із кореляторами чотирьох та п'яти струмів, містить повну інформацію про хіральну аномалію.

##### 1. Калібрувальна аномалія
Якщо індекси {\displaystyle a,b,c} струмів {\displaystyle J} відповідають індексам калібрувальної групи {\displaystyle G} (наприклад, струм {\displaystyle J_{\mu }^{a}\equiv J_{\mu }} — електромагнітний струм тощо), тобто, струми {\displaystyle J\equiv J_{\text{gauge}}} взаємодіють із калібрувальними полями, і величина {\displaystyle (7)} не дорівнює нулю, то коваріантний закон збереження калібрувальних струмів не виконується:
{\displaystyle \left(D_{\mu }J_{\text{gauge}}^{\mu }\right)_{a}=-{\frac {1}{32\pi ^{2}}}D_{abc}F_{\mu \nu }^{b}{\tilde {F}}_{c}^{\mu \nu },\qquad (8)}
де {\displaystyle F_{\mu \nu }} — тензор напруженості поля {\displaystyle A_{\mu }}, {\displaystyle {\tilde {F}}_{\mu \nu }\equiv {\frac {1}{2}}\epsilon _{\mu \nu \alpha \beta }F^{\alpha \beta }} — дуальний тензор напруженості.
Рівняння {\displaystyle (8)} є рівнянням квантової калібрувальної аномалії.
Оскільки калібрувальний струм тепер не зберігається, то калібрувальна інваріантність теорії є порушеною. Це, у свою чергу, призводить до порушення унітарності теорії (збільшується число ступенів вільностей теорії; зокрема, з'являються ступені вільності з від'ємною нормою у гільбертовому просторі), тому будь-яка теорія, яка описує набір ймовірностей фізичних процесів, має бути вільною від калібрувальних аномалій.
Як уже зазначалося вище, присутність аномалії не належить від вибору регуляризації. Утім, від вибору конкретної регуляризації може залежати, для якого струму теорії — глобального чи пов'язаного з калібрувальною симетрією, буде існувати аномалія. Тоді умова унітарності теорії (тобто, вільність калібрувальної групи симетрії від аномалій) однозначно визначає всю довільність у регуляризації.
Умова вільності від калібрувальних аномалій є дуже важливою та має широку прогнозувальну силу. Наприклад, стосовно Стандартної моделі вона каже, зокрема, що якщо існує четверте ферміонне (кваркове чи лептонне) покоління, яке має ненульовий заряд електрослабкої підгрупи Стандартної моделі, то має існувати відповідне ще одне ферміонне покоління для скорочення калібрувальної аномалії. Історично саме умова вільності електрослабкої підгрупи Стандартної моделі від калібрувальних аномалій привела до теоретичного передбачення четвертого, невідомого на той час (1971), {\displaystyle c}-кварка.

##### 2. Аксіальна аномалія

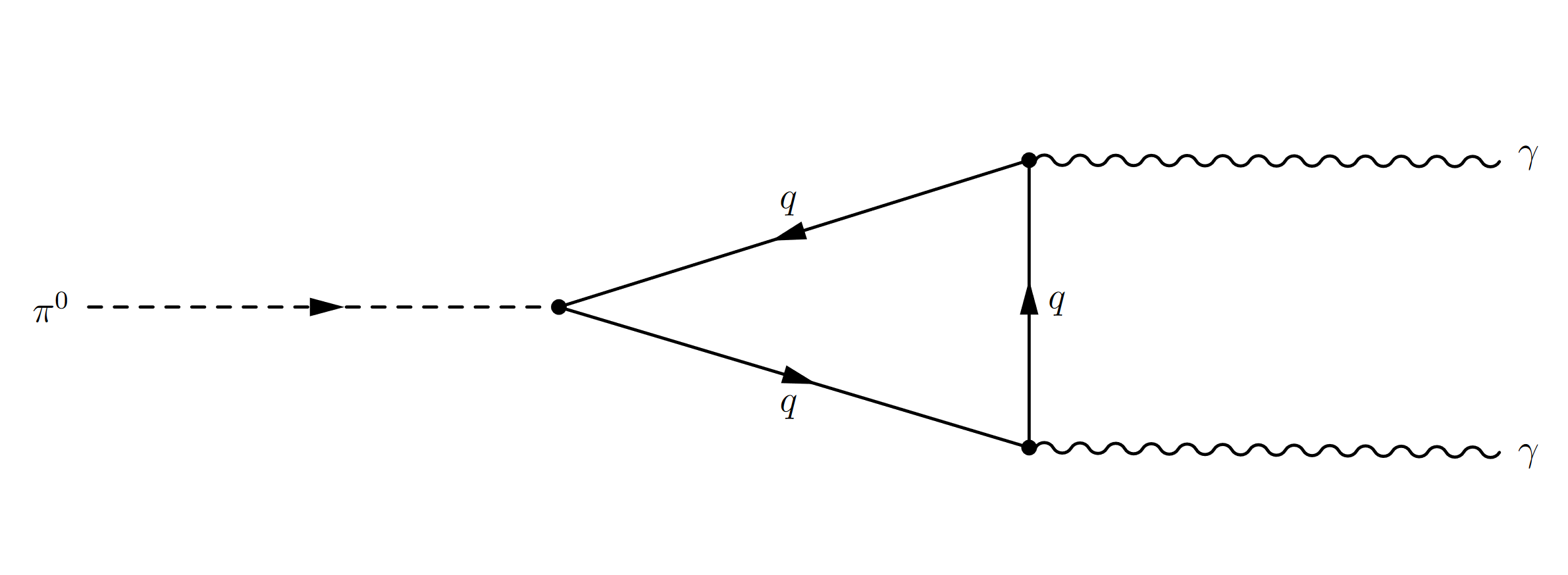
Діаграма Фейнмана розпаду нейтрального пі-мезона на два фотони, який визначає час життя піона. Основний внесок у процес дає хіральна аномалія

Нехай тепер індекс {\displaystyle a} відповідає деякій глобальній групі симетрії {\displaystyle H}, а {\displaystyle b,c} — індекси калібрувальної групи {\displaystyle G}. Тоді, якщо вдається підібрати регуляризацію так, щоб аномалія порушувала лише глобальну симетрію, маємо аномальний закон збереження лише глобального струму:
{\displaystyle \left(\partial _{\mu }J_{\text{global}}^{\mu }\right)_{a}=-{\frac {g^{2}}{32\pi ^{2}}}D_{abc}F_{\mu \nu }^{b}{\tilde {F}}_{c}^{\mu \nu }\qquad (9)},
де {\displaystyle g} — константа взаємодії ферміонів із калібрувальними полями, {\displaystyle F_{\mu \nu }} — тензор напруженості поля {\displaystyle A_{\mu }}, {\displaystyle {\tilde {F}}_{\mu \nu }\equiv {\frac {1}{2}}\epsilon _{\mu \nu \alpha \beta }F^{\alpha \beta }} — дуальний тензор напруженості.
Рівняння {\displaystyle (9)} є рівнянням аксіальної аномалії. Вперше її досліджено в працях Адлера, Белла та Яцківа на прикладі аномального розпаду нейтрального пі-мезона на два фотони (див. розділ нижче).
Аксіальна аномалія призводить до порушень наївних правил відбору, що слідують із квантової механіки за наявності непорушеної симетрії, до зміни дисперсійних співвідношень між енергією та імпульсом, зникнення виродження станів. Вона, проте, не впливає на унітарність теорії.
Наприклад, класична глобальна симетрія безмасової хромодинаміки відповідає групі
{\displaystyle {\tilde {G}}_{\text{global}}\simeq U_{L}(3)\times U_{R}(3)\simeq G_{\text{global}}\times U_{A}(1),}
де
{\displaystyle G_{\text{global}}\simeq SU_{L}(3)\times SU_{R}(3)\times U_{B}(1)}
Тут знак «{\displaystyle \simeq }» позначає ізоморфізм, знак «{\displaystyle \times }» позначає прямий добуток груп, а індекси {\displaystyle L/R} позначають праве та ліве кваркові представлення групи симетрії; група {\displaystyle U(3)} — неабелева унітарна група, група {\displaystyle U_{B}(1)} — абелева унітарна група симетрії баріонного заряду, а групи {\displaystyle SU(3)} — спеціальні унітарні групи.
Група КХД {\displaystyle {\tilde {G}}_{\text{global}}} має аксіальну аномалію для підгрупи {\displaystyle U_{A}(1)} (докладніше див. у розділі про масу {\displaystyle \eta {'}}-мезона). Якщо також урахувати електромагнітну взаємодію, то аксіальною стає одна із внутрішніх аномалій глобальної групи КХД, що призводить до аномального розпаду {\displaystyle \pi ^{0}}-мезона на два фотони (див. детальніше розділ нижче).

##### 3. Внутрішня аномалія
Розглянемо тепер випадок, коли вираз {\displaystyle (6)} містить лише струми, які не взаємодіють із калібрувальними полями. У загальному випадку вираз {\displaystyle D_{abc}} є ненульовим. Так відбувається, зокрема, у квантовій хромодинаміці.
Дійсно, глобальною непорушеною групою симетрії безмасових {\displaystyle u-,d-,s-}кварків у квантовій хромодинаміці є група
{\displaystyle G_{\text{global}}\simeq U_{B}(1)\times SU_{L}(3)\times SU_{R}(3)}.
Оскільки ця група є хіральною, то коефіцієнти {\displaystyle D_{abc}} не дорівнюють нулю. Утім, закони збереження відповідних хіральних струмів не порушуються, оскільки вони не взаємодіють із калібрувальними полями.
Ненульові коефіцієнти {\displaystyle D_{abc}} у такому випадку називаються внутрішньою аномалією. Про її роль у теоретичній фізиці див. нижче розділ про умову відтворення аномалій. Внутрішня аномалія також зумовлює аномальні процеси із мезонами типу {\displaystyle K{\bar {K}}\to 3\pi }.

#### Хіральна аномалія та топологія
Розглянемо ще раз аномальний закон збереження струму:
{\displaystyle \partial _{\mu }J^{\mu }={\frac {g^{2}}{16\pi ^{2}}}F_{\mu \nu }^{a}{\tilde {F}}_{a}^{\mu \nu }},
та проінтегруємо його за 4-простором:
{\displaystyle \int d^{4}x\partial _{\mu }J^{\mu }=\int dt{\frac {dQ}{dt}}=Q(t=\infty )-Q(t=-\infty )={\frac {g^{2}}{16\pi ^{2}}}\int d^{4}xF_{\mu \nu }^{a}{\tilde {F}}_{a}^{\mu \nu }}.
Тут використано закон Гаусса, {\displaystyle \int d^{3}\mathbf {x} \nabla \cdot \mathbf {J} =0}, та визначення заряду {\displaystyle Q}, що відповідає даному струму:
{\displaystyle Q\equiv \int d^{3}\mathbf {x} J_{0}}.
Згідно з теоремою Атії — Зінгера про індекси, вираз {\displaystyle {\frac {g^{2}}{16\pi ^{2}}}\int d^{4}xF_{\mu \nu }^{a}{\tilde {F}}_{a}^{\mu \nu }} точно відповідає різниці числа ферміонних лівих та правих нульових мод. Таким чином, значення цього інтеграла квантуються. Причиною його квантування є топологія.
Дійсно, вираз {\displaystyle F_{\mu \nu }^{a}{\tilde {F}}_{a}^{\mu \nu }} можна подати як повну похідну від струму {\displaystyle K_{\mu }} Черна — Саймонса,
{\displaystyle F_{\mu \nu }^{a}{\tilde {F}}_{a}^{\mu \nu }=\partial _{\mu }K^{\mu }}.
Інтеграл
{\displaystyle {\frac {g^{2}}{16\pi ^{2}}}\int d^{4}xF_{\mu \nu }^{a}{\tilde {F}}_{a}^{\mu \nu }={\frac {g^{2}}{16\pi ^{2}}}\int d^{4}x\partial _{\mu }K^{\mu }}
не дорівнює нулю у чотиривимірному просторі-часі лише тоді, коли калібрувальні поля {\displaystyle A_{\mu }^{a}}, що відповідають тензору напруженості {\displaystyle F_{\mu \nu }^{a}}, спадають на просторовій нескінченності (для зручності обрано калібрування {\displaystyle A_{0}=0,A_{i}\neq A_{i}(t)}) як
{\displaystyle A_{i}^{a}(x\to \infty )\to g^{-1}\partial _{i}g,\quad g(\mathbf {r} \to \infty )=1},
де {\displaystyle g} — елемент калібрувальної групи {\displaystyle G}, приєднаному представленню якої належать калібрувальні поля {\displaystyle A}.
Якщо елемент групи {\displaystyle g} можна неперервним чином продеформувати у тривіальний елемент {\displaystyle g(\mathbf {r} )=1}, то інтеграл дорівнює нулю. Якщо ж простір елементів калібрувальної групи {\displaystyle G} має нетривіальну топологію, то неперервно продеформувати {\displaystyle g} у тривіальний елемент не можна, і інтеграл нулю не дорівнює. Це виражається у твердженні не рівності нулю гомотопічної групи {\displaystyle \pi _{3}(G)}. Для реалістичних випадків {\displaystyle G\simeq SU(n)} маємо, що
{\displaystyle \ \pi _{3}(SU(n))=Z},
У результаті ненульові конфігурації полів {\displaystyle A}, для яких дія не дорівнює нулю, характеризуються цілим числом {\displaystyle N}, яке визначає належність елемента {\displaystyle g} до гомотопічного класу групи {\displaystyle \pi _{3}(SU(n))}. Інтеграл же {\displaystyle {\frac {g^{2}}{16\pi ^{2}}}\int d^{4}x\partial _{\mu }K^{\mu }} для таких конфігурацій (що називаються інстантонами),
{\displaystyle \ {\frac {g^{2}}{16\pi ^{2}}}\int d^{4}x\partial _{\mu }K^{\mu }={\frac {1}{24\pi ^{2}}}\int d^{3}\mathbf {r} \epsilon ^{ijk}{\text{Tr}}\left[g\partial _{i}g^{-1}g\partial _{j}g^{-1}g\partial _{k}g^{-1}\right]_{t=\infty }-{\frac {1}{24\pi ^{2}}}\int d^{3}\mathbf {r} \epsilon ^{ijk}{\text{Tr}}\left[g\partial _{i}g^{-1}g\partial _{j}g^{-1}g\partial _{k}g^{-1}\right]_{t=-\infty }},
збігається з різницею інтегральних інваріантів Маурера — Картана, які для {\displaystyle \pi _{3}(SU(n))=Z} дорівнюють цілому числу:
{\displaystyle \ {\frac {g^{2}}{16\pi ^{2}}}\int d^{4}x\partial _{\mu }K^{\mu }=N(t=\infty )-N(t=-\infty )},
що й показує, що проінтегрована функція аномалії топологічно квантується.

### Віттенівська аномалія
Розглянемо коротко віттенівську аномалію як приклад аномалії симетрії, що не асоціюється із законом збереження (аномалія Редліха є аналогічною).
Перетворення, що відповідають симетріям, не можна звести до інфінітезимальних. Такими перетвореннями є, наприклад, топологічно нетривіальні калібрувальні перетворення (які існують, наприклад, у випадку із групами {\displaystyle SU(N)}), які генеруються елементами {\displaystyle g} калібрувальної групи симетрії {\displaystyle G}, що задовольняють двом умовам:
- на координатній нескінченності виконується умова {\displaystyle \lim _{x\to \infty }g(x)=1};
- елементи групи належать нетривіальному гомотопічному класу гомотопічної групи простору, який є топологічно еквівалентним простору групи {\displaystyle G}. Наприклад, у калібрувальній теорії з групою {\displaystyle G\simeq SU(n)}, що задана на чотиривимірному псевдоевклідовому просторі-часі {\displaystyle 3+1}, груповий простір {\displaystyle G} ізоморфний сфері {\displaystyle S_{3}}, і гомотопічна група {\displaystyle \pi _{3}} є нетривіальною: {\displaystyle \pi _{3}(G)=Z_{n}}.

Якщо дія {\displaystyle S} теорії з калібрувальною групою {\displaystyle G} змінюється за нетривіальних калібрувальних перетворень на {\displaystyle \pi (2N+1)}, де {\displaystyle N} — ціле число, то при цьому сума за неінфінітезимальними калібрувальними перетвореннями дає
{\displaystyle \sum _{\text{gauge transformations}}e^{iS}=e^{iS}+e^{i\pi }e^{iS}=0},
що робить {\displaystyle S}-матрицю погано визначеною, а отже, погано визначеною стає і вся квантова теорія. Для гарної визначеності необхідно, щоб дія змінювалася на {\displaystyle 2\pi N}. Подібну аномалію розглянув Віттен на реалістичному прикладі калібрувальної групи симетрії {\displaystyle SU(2)} у чотиривимірному просторі-часі. Вимога гарної визначеності теорії призводить до обмеження на допустиме число різних ферміонів у теорії.

## Наслідки аномалій

### Аномалія та калібрувальна група Стандартної моделі

#### Несумісність теоріїелектрослабких взаємодійбез кварків
Калібрувальна група {\displaystyle G} Стандартної моделі,
{\displaystyle G_{\text{SM}}\simeq SU_{c}(3)\times SU_{L}(2)\times U_{Y}(1),}
як унітарної квантової теорії поля, має бути вільною від калібрувальних аномалій. Згідно із розділом про калібрувальну аномалію, це означає, що всі коефіцієнти {\displaystyle D_{abc}} із виразу {\displaystyle (8)}, де {\displaystyle a,b,c} пробігають групові індекси, мають бути рівними нулю. Окрім того, мають бути рівними нулю коефіцієнти {\displaystyle D_{{\tilde {a}}{\tilde {b}}{\tilde {c}}}}, де {\displaystyle {\tilde {a}},{\tilde {b}},{\tilde {c}}} пробігають групові індекси Стандартної моделі та групи {\displaystyle {\text{Grav}}} гравітаційної взаємодії (всі поля містяться у одиничному представленні).
Представлення калібрувальної групи Стандартної моделі не є, власне кажучи, дійсним чи псевдодійсним, і ферміонні поля не реалізовують представлення одразу всієї групи (а лише підгруп). Тому, відповідно до розділу про хіральну аномалію, Стандартна модель може бути вільною від калібрувальних аномалій лише тоді, коли заряди ферміонних полів підібрано в особливий спосіб.
Позначивши груповий індекс {\displaystyle a}, що належить підгрупі {\displaystyle H} Стандартної моделі, через {\displaystyle H}, маємо, що єдиними можливими аномаліями є[уточнити]
{\displaystyle U_{Y}(1)^{3},\quad SU(3)^{2}U_{Y},\quad SU(2)^{2}U_{Y},\quad U_{Y}{\text{Grav}}^{2}\qquad (10)}
Виявляється, що відповідні аномальні коефіцієнти {\displaystyle D_{abc}} принципово не можуть бути рівними нулю, якщо розглядати лише лептони в теорії (або лише кварки), або якщо розглядати число поколінь лептонів, не рівне числу поколінь кварків.
Відповідно, якщо буде знайдено четверте лептонне покоління, це негайно ж приведе до висновку про існування четвертого покоління кварків.

#### Квантування електричного заряду в Стандартній моделі
Розглянемо умови рівності нулю коефіцієнтів {\displaystyle D_{abc}}, що задані співвідношенням {\displaystyle (10)}. Вони дають чотири співвідношення для зарядів частинок — лептонів та кварків:
{\displaystyle \ (2Y_{L}^{3}-Y_{l}^{3}-Y_{\nu }^{3})+3(2Y_{Q}^{3}-Y_{u}^{3}-Y_{d}^{3})=0,}
{\displaystyle \ 2Y_{Q}-Y_{u}-Y_{d}=0,}
{\displaystyle \ Y_{L}+3Y_{Q}=0,}
{\displaystyle \ (2Y_{L}-Y_{l}-Y_{\nu })+3(2Y_{Q}-Y_{u}-Y_{d})=0}.
Тут {\displaystyle Y} — гіперзаряд, {\displaystyle Q} — ліві {\displaystyle SU_{L}(2)} дублети кварків, {\displaystyle L} — ліві дублети лептонів, {\displaystyle l,\nu } — праві синглети лептонів (праве нейтрино — якщо існує), {\displaystyle u,d} — синглети відповідно верхніх та нижніх кварків. Гіперзаряди є лінійними функціями електричних зарядів, тому ці співвідношення накладають обмеження на електричні заряди.
Третя із цих рівностей для {\displaystyle L={\begin{pmatrix}e\\\nu _{e}\end{pmatrix}}}, {\displaystyle \ Q={\begin{pmatrix}u\\d\end{pmatrix}}} показує, що електрон повинен мати точно такий же за модулем, але протилежний за знаком електричний заряд, як і в протона (який складається із двох {\displaystyle u}-кварків та одного {\displaystyle d}-кварку).
Оскільки, грубо кажучи, вся матерія складається із електронів, протонів та нейтральних нейтронів, це пояснює експериментально спостережуване квантування заряду в термінах заряду електрона.

### Порушення випадкових симетрій Стандартної моделі
У Стандартній моделі існують також глобальні неперервні групи симетрії. Зокрема, існують точні на класичному рівні так звані випадкові симетрії, що відповідають збереженню баріонного та лептонних чисел. Вони відповідають групам
{\displaystyle G_{\text{lepton}}\simeq U_{e}(1)\times U_{\mu }(1)\times U_{\tau }(1),\quad G_{\text{baryon}}\simeq U_{B}(1)}
відповідно (тут {\displaystyle e,\mu ,\tau } — лептони). Ці групи симетрії — нехіральні, тому, здавалося б, квантова аномалія не може порушувати їх. Проте ферміони, які несуть баріонні та лептонні заряди, несуть також заряди калібрувальної хіральної групи {\displaystyle SU_{L}(2)} Стандартної моделі. Внаслідок цього коефіцієнт {\displaystyle D_{abc}}, де індекс {\displaystyle a} відповідає групам {\displaystyle G_{\text{lepton}}} чи {\displaystyle G_{\text{baryon}}}, а індекси {\displaystyle b,c} — групі {\displaystyle SU_{L}(2)}[уточнити]. Внаслідок цього є справедливими такі рівняння аксіальної аномалії:
{\displaystyle \partial _{\mu }J_{B}^{\mu }={\frac {3g_{\text{weak}}^{2}}{16\pi ^{2}}}F_{\mu \nu }{\tilde {F}}^{\mu \nu },\quad \sum _{l=e,\mu ,\tau }\partial _{\mu }J_{l}^{\mu }={\frac {3g_{\text{weak}}^{2}}{16\pi ^{2}}}F_{\mu \nu }{\tilde {F}}^{\mu \nu }\qquad (11)},
де {\displaystyle F} — тензор напруженості полів групи {\displaystyle SU_{L}(2)}.
В силу теореми про індекси, проінтегрована за 4-простором ліва частина цієї рівності, що відповідає різниці баріонних зарядів у далекому минулому та далекому майбутньому, відповідає також різниці лівих та правих нульових ферміонних мод оператора аномалії у правій частині. Рівність проінтегрованої правої частини цілому числу {\displaystyle n}, як зазначено вище, відповідає нетривіальній гомотопічній групі {\displaystyle \pi _{3}(SU(N))} полів Янга — Міллса (в інтеграл роблять ненульовий внесок лише інстантоноподібні конфігурації). У результаті, проінтегрований закон (11) має вигляд
{\displaystyle \Delta Q_{B}=3n,\quad \sum _{l}\Delta Q_{l}=3n,\quad \Delta Q\equiv Q(t=\infty )-Q(t=-\infty )},
де {\displaystyle Q_{B},Q_{l}} — баріонний та лептонні заряди відповідно. Отже, баріонний та лептонний заряди в Стандартній моделі не зберігаються.
Таке незбереження баріонного та лептонного числа роблять принципово можливим баріогенезис та лептогенезис у рамках Стандартній моделі для раннього Всесвіту.

### Розмірнісна трансмутація. Конфайнмент
Як описувалось вище, внаслідок регуляризації у квантовій теорії поля виникає додатковий аномальний внесок у закон збереження дилатаційного струму. Відповідний внесок виникає внаслідок залежності параметрів квантової теорії — констант зв'язку — від масштабного фактора {\displaystyle \mu }. Умова незалежності фізичних величин, які у квантовій теорії є функціями від констант зв'язку {\displaystyle \alpha } та (явно) від масштабу {\displaystyle \mu }, від цього масштабу може бути сформульована у вигляді рівнянь ренормгрупи.
Зокрема, умовою на константу зв'язку є таке ренормгрупове рівняння
{\displaystyle {\frac {d\alpha }{d{\text{ln}}(\mu )}}=\beta (\alpha ),}
де {\displaystyle \beta (\alpha (\mu ))} — вже згадувана бета-функція теорії.
Його розв'язком {\displaystyle \alpha =\alpha (\mu )} є те, що називають біжучою константою зв'язку.
Дане рівняння можна переписати в еквівалентному вигляді
{\displaystyle {\text{ln}}\left({\frac {\mu }{\mu _{0}}}\right)=S(\alpha (\mu ))-S(\alpha (\mu _{0}))},
де
{\displaystyle \ S(\alpha (\mu ))\equiv \int {\frac {d\mu }{\beta (\mu )}}}.
Вираз залежить від константи інтегрування {\displaystyle \mu _{0}}. Обравши цю константу {\displaystyle \mu _{0}=\Lambda } такою, щоб {\displaystyle S(\alpha (\Lambda ))=0}, рівність можна записати у вигляді
{\displaystyle \alpha (\mu )=S^{-1}\left[{\text{ln}}{\frac {\mu }{\Lambda }}\right]\approx -{\frac {\pi }{|b_{1}|{\text{ln}}\left({\frac {\mu }{\Lambda }}\right)}},}
де було використано головне наближення для бета-функції (детальніше про це наближення написано в джерелі):
{\displaystyle \beta (\alpha )=\sum _{n}{\frac {\alpha (\mu )^{n+1}b_{n}}{\pi ^{n}}}\approx {\frac {\alpha ^{2}(\mu )b_{1}}{\pi }}}
(така поведінка ренормгрупового потоку є типовою для всіх реалістичних теорій). Звідси видно, що при {\displaystyle \mu =\Lambda }
{\displaystyle \alpha (\Lambda )=\infty ,}
тобто, масштаб {\displaystyle \Lambda } має зміст масштабу конфайнменту. Обертаючи залежність {\displaystyle \alpha =\alpha (\Lambda )}, можна записати {\displaystyle \Lambda } в термінах {\displaystyle \mu ,\alpha (\mu )} як
{\displaystyle \Lambda =\mu e^{-{\frac {\pi }{|b_{1}|g(\mu )}}}}.
Цей масштаб за побудовою не залежить від {\displaystyle \mu }. Відповідно, маємо зв'язок безрозмірнісної константи зв'язку та розмірнісної величини {\displaystyle \Lambda }, і теорію збурень за константою {\displaystyle g} тепер можна еквівалентно переписати в термінах розкладу за розмірнісною величиною (а точніше, за степенями {\displaystyle {\frac {k}{\Lambda }}}, де {\displaystyle k} — імпульс). Вказане явище називається розмірнісною трансмутацією. Не маючи в масштабно-інваріантних на класичному рівні теоріях розмірнісної константи, а отже — і виділеного масштабу, ми в процесі динаміки теорії генеруємо її внаслідок існування масштабної аномалії. Нижче від такого масштабу теорія описується принципово інакше.
Зокрема, у квантовій хромодинаміці масштаб {\displaystyle \Lambda =\Lambda _{QCD}\sim 1} ГеВ, і ефективна теорія поля, що побудована для ступенів вільності, які існують нижче від цього масштабу, описується пертурбативним розкладом за цим масштабом.

### Маса адронів
Ще одним тісно пов'язаним із масштабною аномалією питанням є набуття адронами великої маси.
Дійсно, розглянемо КХД нижче від масштабу спонтанного порушення симетрії. Кварки адронізуються, і виникають, зокрема, адронні зв'язані стани {\displaystyle H}. Матричний елемент {\displaystyle \langle H|T^{\mu \nu }|H\rangle } тензор енергії-імпульсу {\displaystyle T^{\mu \nu }} за малих імпульсів {\displaystyle k^{\mu }} адрона має вигляд
{\displaystyle \tau ^{\mu \nu }=\lim _{k\to 0}\langle H|T^{\mu \nu }|H\rangle \sim k^{\mu }k^{\nu }}.
Слід тензора енергії-імпульсу із врахуванням масштабної аномалії дорівнює
{\displaystyle \ T_{\mu }^{\mu }=m_{u}{\bar {u}}u+m_{d}{\bar {d}}d+m_{s}{\bar {s}}s+{\frac {\beta (g_{s})}{2g_{s}}}G_{\mu \nu }^{a}G_{a}^{\mu \nu },}
де {\displaystyle u,d,s} — поля відповідних кварків, а {\displaystyle G_{\mu \nu }^{a}} — тензор напруженості глюонного поля.
Квадрат маси адрона {\displaystyle m_{H}^{2}} визначається як слід {\displaystyle \tau \equiv \tau _{\mu }^{\mu }}:
{\displaystyle m_{H}^{2}\sim \lim _{k\to 0}\langle N(k)|m_{u}{\bar {u}}u+m_{d}{\bar {d}}d+m_{s}{\bar {s}}s+{\frac {\beta (g_{s})}{2g_{s}}}G_{\mu \nu }^{a}G_{a}^{\mu \nu }|N(k)\rangle }
Перші три доданки дають у масу значно менший внесок, ніж останній, аномальний, доданок. Він дає аж до 90 % маси адронів, а отже, й усієї звичайної матерії.

### Умова відтворення аномалій

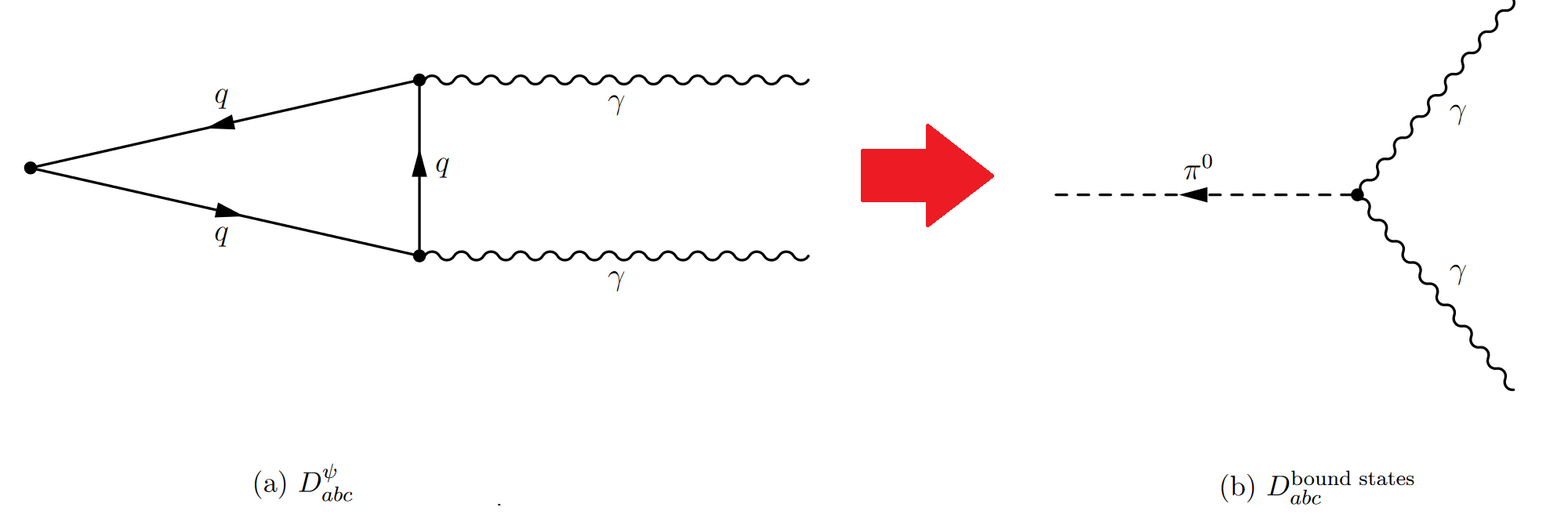
Умова відтворення аномалій 'т Гофта, продемонстрована на прикладі відтворення аксіальної аномалії квантової хромодинаміки вище та нижче за масштаб спонтанного порушення хіральної симетрії КХД. Умова вимагає рівності аномальних коефіцієнтів фундаментальної КХД та хіральної ефективної теорії поля. У хіральній ефективній теорії аномалія реалізується членом Весса — Зуміно — Віттена

#### Умова відтворення аномалій 'т Гофта
Розглянемо тепер теорію із ферміонами {\displaystyle \psi }, яка має непорушену калібрувальну симетрію {\displaystyle G_{\text{gauge}}} та глобальну симетрію {\displaystyle G_{\text{global}}}, яка є аномальною в сенсі наявності ненульових коефіцієнтів {\displaystyle D_{abc}} з виразу {\displaystyle (7)}; індекси {\displaystyle a,b,c} належать лише {\displaystyle G_{\text{global}}}, тобто, є внутрішня аномалія. Прикладом є квантова хромодинаміка із безмасовими кварками (їхні маси можна врахувати, як малі збурення), що має глобальну групу симетрії
{\displaystyle G_{\text{global}}\simeq U_{B}(1)\times SU_{L}(3)\times SU_{R}(3)}.
Як було написано вище, коефіцієнти {\displaystyle D_{abc}} можна зробити нульовими, увівши в теорію фіктивні ферміони-спостерігачі {\displaystyle {\tilde {\psi }}}, які мають ненульові заряди відносно групи {\displaystyle G_{\text{global}}}. Модифікована теорія тепер не містить внутрішньої аномалії, і групу {\displaystyle G_{\text{global}}} можна зробити локальною (введенням калібрувальних полів, які відповідають приєднаному представленню групи {\displaystyle G_{\text{global}}}). Константу взаємодії можна вибрати як завгодно малою, щоб калібрування не впливало на динаміку початкової теорії.
Нехай тепер через динаміку початкової теорії (за участі калібрувальної групи {\displaystyle G_{\text{gauge}}}) відбувається конфайнмент, тобто, всі ферміони {\displaystyle {\tilde {\psi }}}, а також — калібрувальні поля групи {\displaystyle G_{\text{gauge}}} починають існувати лише у вигляді зв'язаних станів. Замість початкових ферміонів та калібрувальних полів ми тепер оперуємо цими зв'язаними станами. Прокалібрована група {\displaystyle G_{\text{global}}} має залишатися, утім, вільною від аномалій, оскільки унітарність не має залежати від масштабу теорії. Це означає, що зв'язані стани мають генерувати такий самий вклад у коефіцієнт {\displaystyle D_{abc}}, який генерували початкові ферміони {\displaystyle \psi } теорії, оскільки ферміони-спостерігачі, в силу відсутності зарядів {\displaystyle G_{\text{gauge}}}, вносять фіксований вклад у {\displaystyle D_{abc}}. Тобто, має виконуватися рівність
{\displaystyle \ D_{abc}^{\psi }=D_{abc}^{\text{bound states}},\qquad (12)}
де {\displaystyle D_{abc}^{\text{bound states}}} — аномальний коефіцієнт, що генерується зв'язаними станами. Оскільки вищенаведені міркування ніяк не залежали від величини константи зв'язку прокаліброваної групи {\displaystyle G_{\text{global}}}, цю константу можна просто покласти рівною нулю. Вираз {\displaystyle (12)} є умовою відтворення аномалій Гофта.
Розглянуту вище конструкцію елементарно узагальнити на випадок довільної ефективної теорії поля. Роль масштабу грає масштаб {\displaystyle \Lambda }, нижче від якої в дії фундаментальної теорії {\displaystyle S[\psi _{l},\psi _{h}]} із полями {\displaystyle \psi _{l},\psi _{h}}, що залишаються нижче від масштабу {\displaystyle \Lambda } та відінтегровуються нижче від масштабу {\displaystyle \Lambda } відповідно, {\displaystyle m_{l}<<\Lambda ,m_{h}>>\Lambda }. Ефективна дія {\displaystyle S_{eff}[\psi _{l},\kappa ]} (тут {\displaystyle \kappa } — можливі зв'язані стани із полями {\displaystyle \psi _{h}} та {\displaystyle \psi _{l}}), що описує теорію на масштабах {\displaystyle <\Lambda }, має містити ту ж інформацію про аномалії, що й фундаментальна дія {\displaystyle S}. Тобто, якщо варіація {\displaystyle \delta _{H}S} відносно перетворень групи {\displaystyle G} дії {\displaystyle S} є аномальною із функцією аномалії {\displaystyle A},
{\displaystyle \delta _{H}S=A[\psi _{l}],}
то варіація ефективної дії {\displaystyle S_{eff}} має також давати ту саму функцію аномалії:
{\displaystyle \delta _{H}S_{eff}=A[\psi _{l}]}

#### Спонтанне порушення симетрії у КХД як наслідок умови відтворення аномалій
Виявляється, умова відтворення аномалій має наслідком спонтанне порушення хіральної групи симетрії у квантовій хромодинаміці. Дійсно, умова (12) говорить, що зв'язані стани нижче від масштабу конфайнменту мають відтворювати аномалії глобальної групи симетрії
{\displaystyle G_{\text{global}}\simeq SU_{L}(3)\times SU_{R}(3)\times U_{B}(1)}.
У хіральну аномалію роблять внесок лише безмасові стани; отже, лише безмасові стани можуть давати внесок у коефіцієнт аномалії {\displaystyle D_{abc}^{\text{bound states}}} з {\displaystyle (12)}. Ці стани, на перший погляд, можуть мати довільну спіральність. Проте існують обмеження. Існування станів зі спіральністю, більшою за одиницю (в одиницях {\displaystyle \hbar =1}), неможливе внаслідок теореми Вайнберга — Віттена. Стани {\displaystyle s} спіральності {\displaystyle 1} також не можуть існувати, оскільки матричний елемент {\displaystyle \langle s|j_{5}^{\mu }|0\rangle }, де {\displaystyle j_{5}^{\mu }} — хіральний струм, не є лоренц-коваріантним. Отже, залишаються лише ферміонні зв'язані стани та стани нульової спіральності; останні можуть існувати в теорії лише за умови спонтанного порушення симетрії.
Будуючи з групових міркувань представлення ферміонних зв'язаних станів, можна показати, що для калібрувальної групи КХД {\displaystyle SU_{c}(3)} не існує станів спіральності {\displaystyle 1/2}, які могли б задовольнити умові {\displaystyle (12)}. Отже, явище конфайнменту в КХД з необхідністю має наслідком явище спонтанного порушення симетрії. У результаті виникають голдстоунівські (псевдоголдстоунівські) бозони — псевдоскалярні мезони.

### Маса η′-мезона
Як зазначено вище, на класичному рівні глобальною групою симетрії безмасової квантової хромодинаміки є
{\displaystyle {\tilde {G}}_{\text{global}}\simeq U_{A}(1)\times G_{\text{global}},}
де
{\displaystyle G_{\text{global}}\simeq SU_{L}(3)\times SU_{R}(3)\times U_{B}(1)}
Із умови відтворення аномалій випливає, що має відбуватися спонтанне порушення симетрії цієї групи. Експеримент каже, що якщо група {\displaystyle {\tilde {G}}_{\text{global}}} є точною в границі нульових мас кварків, то має бути спонтанне порушення симетрії
{\displaystyle {\tilde {G}}_{\text{global}}\to U_{V}(3),}
де {\displaystyle U_{V}(3)} — діагональна підгрупа групи {\displaystyle {\tilde {G}}_{\text{global}}}.
З іншого боку, згідно з теоремою Голдстоуна це має наслідком існування дев'яти безмасових частинок (число дев'ять дорівнює кількості порушених генераторів); при врахуванні ненульових малих мас кварків (тобто, наближеності хіральної групи симетрії КХД) ці дев'ять частинок набувають маси, що виражаються в термінах кваркових мас та вакуумного середнього кваркового конденсату.
Проте спостерігається лише вісім частинок із масами, що передбачаються хіральною ефективною теорією поля. Частинка-кандидат на роль дев'ятого бозона, {\displaystyle \eta {'}}-мезон, значно важчий за інші мезони, має масу, яка не може бути отримана з припущення про спонтанне порушення наближеної симетрії, що вказує на те, що підгрупа {\displaystyle U_{A}(1)} має бути явно порушеною навіть у границі нульових мас кварків.
Розв'язком цієї проблеми, яка має назву проблеми {\displaystyle U(1)}, є аномалія, яка порушує закон збереження струму {\displaystyle U_{A}(1)}. А саме, внаслідок аномального закону збереження струму групи {\displaystyle U_{A}(1)},
{\displaystyle \ \partial _{\mu }J_{A}^{\mu }={\frac {\alpha }{8\pi }}F_{\mu \nu }{\tilde {F}}^{\mu \nu }},
внесок у масу відповідного псевдоголдстоунівського бозона, {\displaystyle \eta {'}}-мезона,
{\displaystyle \ (\Delta m_{\eta {\text{'}}}^{\text{anomaly}})^{2}=-{\frac {1}{f_{\pi }^{2}}}i\lim _{k\to 0}k_{\mu }k_{\nu }\int d^{4}xe^{ikx}\langle |T\left({\hat {K}}^{\mu }(x){\hat {K}}^{\nu }(0)\right)|\rangle ={\frac {1}{f_{\pi }^{2}}}{\frac {m_{u}m_{d}m_{s}}{m_{u}m_{d}+m_{u}m_{s}+m_{d}m_{s}}}\langle |{\bar {u}}u|\rangle },
де {\displaystyle u} — поле {\displaystyle u}-кварка. Цей внесок набагато перевищує внесок у масу {\displaystyle \eta {'}}-мезона внаслідок ненульової маси кварків, і {\displaystyle \eta {'}}-мезон набуває внаслідок цього дуже великої маси, значно більшої за масу інших восьми псевдоголдстоунівських бозонів.

### Сильна СР-проблема
Розв'язуючи проблему {\displaystyle U(1)}, хіральна аномалія призводить до іншої проблеми, що називається сильною СР-проблемою. А саме, в дії квантової хромодинаміки можна записати член (його ще називають тета-членом)
{\displaystyle S_{n}=\theta \int d^{4}xG_{\mu \nu }^{a}{\tilde {G}}_{a}^{\mu \nu },}
де {\displaystyle G_{\mu \nu }} — глюонний тензор напруженості. Він генерується, зокрема, внаслідок аномалії при хіральних перетвореннях у Стандартній моделі через наявність комплексних фаз у кварковій масовій матриці.
Цей член не має ніякого впливу на рівняння руху, оскільки може бути переписаний через повну похідну, проте в загальному випадку не дорівнює нулю для так званих інстантонних польових конфігурацій. Величина {\displaystyle \theta } може бути будь-якою, проте є експериментальні обмеження. А саме, тета-член порушує СР-інваріантність квантової хромодинаміки. Він дає внесок у спостережувані величини, зокрема, у взаємодію нуклонів із пі-мезонами, яка порушує СР-інваріантність, а отже, він генерує дипольний момент {\displaystyle d_{n}} нейтрона, причому {\displaystyle d_{n}\sim \theta }. Експериментальні обмеження на дипольний момент нейтрона дають {\displaystyle \theta <10^{-10}}.
Питання малості параметра {\displaystyle \theta } і називають сильною СР-проблемою.

### Аномальні процеси з піонами

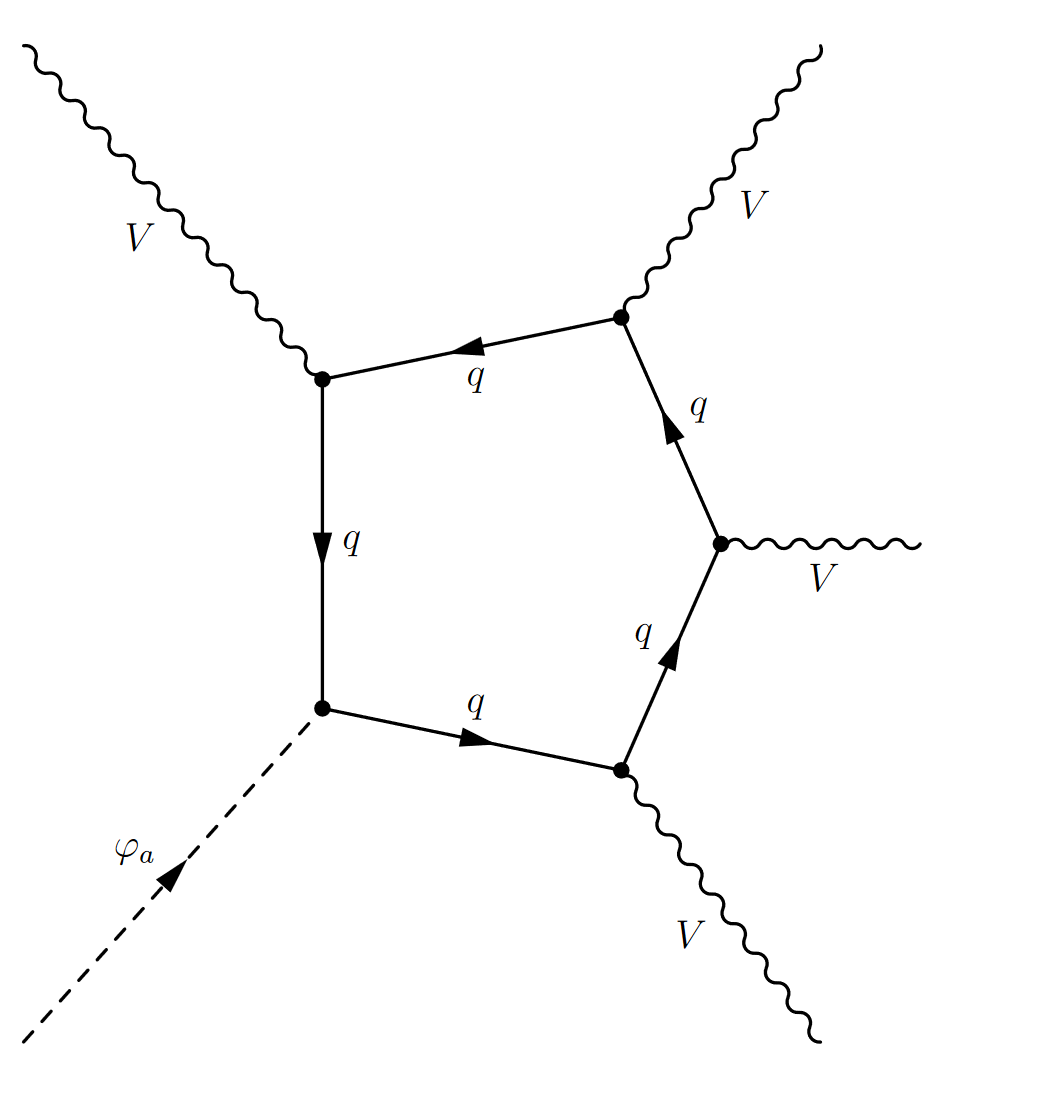
Пентагональна фейнманівська діаграма у ферміонному вакуумі квантової хромодинаміки, яка генерує член Весса — Зуміно — Віттена голдстоунівських бозонів — псевдоскалярних мезонів. Штрихова лінія — мезон, хвиляста лінія — фіктивні векторні поля, пряма лінія — кварки

Розглянемо тепер аномальні процеси з вісьмома легкими частинками, що виникають у результаті спонтанного порушення точної (в границі нульових мас кварків) глобальної симетрії КХД:
{\displaystyle G_{\text{global}}\simeq SU_{L}(3)\times SU_{R}(3)\times U_{B}(1)\simeq SU_{L}(3)\times SU_{R}(3)}
(останній перехід справедливий тому, що підгрупа {\displaystyle U_{B}(1)} глобальної групи {\displaystyle G_{\text{global}}} КХД не може бути спонтанно порушена внаслідок теореми Вафи — Віттена).
Вона порушується до
{\displaystyle SU_{L}(3)\times SU_{R}(3)\to SU_{V}(3),}
де {\displaystyle SU_{V}(3)} — діагональна підгрупа групи {\displaystyle SU_{L}(3)\times SU_{R}(3)}. У результаті, згідно з теоремою Голдстоуна, виникає вісім голдстоунівських бозонів — псевдоскалярні мезони. Відповідна теорія поля, яка описує динаміку мезонів, називається хіральною ефективною теорією поля. Стоїть питання: яким чином відтворюються аномалії фундаментальної квантової хромодинаміки у хіральній ефективній теорії поля? Відповідь дали Весс, Зуміно та Віттен.
У загальному випадку неабелеву хіральну аномалію в чотирьох вимірах можна пов'язати з абелевою аномалією в шести вимірах через так званий член Весса — Зуміно {\displaystyle \Gamma _{WZ}[U,A]}, де {\displaystyle U-} можливі голдстоунівські поля теорії, а {\displaystyle A} — калібрувальні поля. Нехай у теорії відбувається спонтанне порушення симетрії {\displaystyle G} до групи {\displaystyle H}. Відповідний член Весса — Зуміно, що відтворює усі внутрішні аномалії фундаментальної теорії, за відсутності калібрувальних полів має вигляд
{\displaystyle \Gamma _{WZ}=-{\frac {in}{240\pi ^{2}}}\int d^{5}x{\text{Tr}}\epsilon ^{ijklm}\left[U^{-1}\partial _{i}UU^{-1}\partial _{j}UU^{-1}\partial _{k}UU^{-1}\partial _{l}UU^{-1}\partial _{m}U\right]\qquad (12)}
Тут {\displaystyle U(x)} — матриці голдстоунівських бозонів, розширені на п'ятивимірний простір топології {\displaystyle R_{3}\times D_{2}}, де {\displaystyle D_{2}} — компактний простір двовимірного диска, а {\displaystyle R_{3}} — тривимірний евклідів простір. Таке розширення можливе, якщо група суміжного класу {\displaystyle G/H} має тривіальні гомотопічні групи {\displaystyle \pi _{1}(G/H)=\pi _{4}(G/H)=0}.

#### Процеси типу KK̄→ 3π
Внутрішня аномалія квантової теорії поля призводить до забороненого наївною хіральною ефективною теорією поля розпаду {\displaystyle K{\bar {K}}\to 3\pi }. Вираз для члена Весса — Зуміно {\displaystyle (12)} містить інформацію про такий розпад.
Дійсно, в стандартний спосіб параметризуючи поля {\displaystyle U(x)} як {\displaystyle U(x)=e^{i{\frac {A}{f_{\pi }}}}}, де {\displaystyle A=\epsilon _{a}t_{a}} і {\displaystyle \epsilon } — поля псевдоскалярних мезонів, можна отримати при {\displaystyle n=N_{c}=3}
{\displaystyle \Gamma _{WZ}={\frac {2}{5\pi ^{2}f_{\pi }^{5}}}\int d^{4}x\epsilon ^{\mu \nu \alpha \beta }{\text{Tr}}\left[A\partial _{\mu }A\partial _{\nu }A\partial _{\alpha }A\partial _{\beta }A\right]}.
Таким чином, член Весса — Зуміно описує, зокрема, вершини взаємодії з п'ятьма зовнішніми лініями, що відповідають мезонам.

#### Процес π0→ 2γ
Включення калібрувальних полів у хіральну ефективну теорію поля вимагає узагальнення члена {\displaystyle (12)} до калібрувально-інваріантного вигляду. Це можна зробити так званим методом «проб та помилок»: обчислюється калібрувальна варіація члена {\displaystyle (12)}, потім додається член, що містить таку ж саму варіацію; до варіації, що залишилась, додається така варіація, що скорочує її, і т. д. Отриманий член містить вершини, що описують, зокрема, «аномальний» розпад {\displaystyle \pi ^{0}\to 2\gamma }, процес {\displaystyle \pi ^{+}\pi ^{-}\to \gamma \pi ^{0}\gamma }, і т. д.

### Портал Черна— Саймонса. Експеримент SHiP у ЦЕРНі
Аномалії мають ще одне цікаве застосування у феноменології розширень Стандартної моделі, а отже — і в нових експериментах із перевірки цих розширень. А саме, вони зумовлюють існування так званих порталів Черна — Саймонса — появи у низькоенергетичній границі деяких розширень Стандартної моделі ефективних операторів взаємодії калібрувальних полів Стандартної моделі та векторних полів цих розширень. Особливістю порталів Черна — Саймонса є те, що вони мають розмірність 4 (в одиницях енергії), тобто, вони не є пригніченими масштабом нової фізики, а отже, можуть бути спостережуваними на досяжних нині енергіях. Причиною цього є описана вище умова відтворення аномалій.
А саме, розглянемо іграшкову модель із одним «кварком» {\displaystyle q} та одним «лептоном» {\displaystyle l}, що має локальну калібрувальну симетрію {\displaystyle U_{L}(1)\times U_{R}(1)}. Нехай лівий «кварк» взаємодіє з калібрувальним полем {\displaystyle A_{L}+\omega }, правий — із {\displaystyle A_{R}+\omega }, лівий лептон — із {\displaystyle -A_{L}}, правий — із {\displaystyle -A_{R}}. Тут {\displaystyle \omega } грає роль деякого фонового поля, яке є інваріантним відносно перетворень {\displaystyle U_{L}(1)\times U_{R}(1)}. Теорія є вільною від калібрувальних аномалій. Точніше кажучи, варіація дії {\displaystyle S[A_{L},A_{R},q,l,\omega ]} теорії,
{\displaystyle \ S=S[A_{L},A_{R},l]+S[A_{L},A_{R},q,\omega ],}
дорівнює нулю за рахунок того, що нетривіальна калібрувальна варіація «лептонної частини» дії {\displaystyle S[A_{L},A_{R},l]} точно скорочує нетривіальну варіацію «кваркової» частини дії {\displaystyle S[A_{L},A_{R},q,\omega ]}:
{\displaystyle \delta S=\delta S[A_{L},A_{R},l]+\delta S[A_{L},A_{R},q,\omega ]=0}.
Нехай далі відбувається спонтанне порушення калібрувальної симетрії «кваркового» сектора,
{\displaystyle U_{L}(1)\times U_{R}(1)\to U_{V}(1)}.
Наслідком є виникнення голдстоунівського поля {\displaystyle {\frac {\varphi }{f_{\varphi }}}}, яке, в загальному випадку, надає бозону {\displaystyle Z\equiv A_{L}-A_{R}} масу; поле {\displaystyle A\equiv A_{L}+A_{R}} залишається безмасовим. Нехай далі «кварк» є дуже масивним; відповідно, на низьких енергіях за ним можна проінтегрувати. Ефективна дія тепер має бути записана в термінах полів «лептона», голдстоунівського поля {\displaystyle \varphi } та полів {\displaystyle \ A_{L},A_{R},\omega }. В силу умови відтворення аномалій калібрувальна аномалія, що генерується лептоном, має бути точно скорочена аномалією, що генерується членом Весса — Зуміно {\displaystyle \Gamma _{WZ}[A_{L},A_{R},\varphi ,\omega ]} ефективної дії. Останній можна подати у вигляді
{\displaystyle \ \Gamma _{WZ}[A_{L},A_{R},\varphi ,\omega ]=\Gamma _{WZ}[A_{R},A_{R},\varphi ]-{\frac {g^{2}}{8\pi ^{2}}}\int d^{4}x\epsilon ^{\mu \nu \alpha \beta }\left(Z_{\mu }-{\frac {\partial _{\mu }\varphi }{f_{\varphi }}}\right)\left[\omega _{\nu }(2\partial _{\alpha }A_{\beta }+\partial _{\alpha }Z_{\beta })+\omega _{\nu }\partial _{\alpha }\omega _{\beta }\right]}.
Перший доданок, {\displaystyle \Gamma _{WZ}[A_{R},A_{R},\varphi ]}, скорочує аномалію, що походить із лептонного сектора. Другий же доданок виникає внаслідок існування поля {\displaystyle \omega }, і містить члени вигляду {\displaystyle \epsilon ^{\mu \nu \alpha \beta }\omega _{\alpha }Z_{\beta }\partial _{\mu }A_{\nu }}, які й називають членами Черна — Саймонса. Як видно, вказані члени мають розмірність 4.
Наразі актуальною є, наприклад, модель із {\displaystyle U_{\omega }(1)}-розширенням Стандартної моделі. У ролі «кварків» виступають дуже масивні ферміони, які відінтегровуються за низьких енергій, у ролі полів {\displaystyle A_{L},A_{R}} — поля електрослабкої групи Стандартної моделі, у ролі «лептонів» — ферміони Стандартної моделі. Заряди дуже масивних ферміонів підібрано так, що вони не породжують калібрувальних аномалій. Локальна група {\displaystyle U_{\omega }(1)} є спонтанно порушеною; відповідне поле відповідає полю {\displaystyle \omega }-мезона вищеописаної іграшкової теорії. У результаті, отримуються такі оператори взаємодії Черна — Саймонса:
{\displaystyle \ L_{\text{CS}}=c_{1}\epsilon ^{\mu \nu \alpha \beta }\omega _{\mu }Z_{\nu }\partial _{\alpha }\gamma _{\beta }+c_{2}\epsilon ^{\mu \nu \alpha \beta }\omega _{\mu }Z_{\nu }\partial _{\alpha }Z_{\beta }+c_{3}\epsilon ^{\mu \nu \alpha \beta }\omega _{\mu }W_{\nu }\partial _{\alpha }W_{\beta }}
Тут {\displaystyle \gamma } — поле фотона, {\displaystyle Z,W} — бозони слабкої взаємодії. Така теорія (її передбачення) будуть перевірятися на експерименті SHiP CERN, що планується до запуску у 2020 році[уточнити].